# Moëlan-sur-Mer
Moëlan-sur-Mer (bretonska: Molan) är en kommun i departementet Finistère i regionen Bretagne i västra Frankrike. Kommunen ligger i kantonen Pont-Aven som tillhör arrondissementet Quimper. År 2022 hade Moëlan-sur-Mer 6 763 invånare.

## Befolkningsutveckling
Antalet invånare i kommunen Moëlan-sur-Mer
Referens:INSEE